# The Plunderer
The Plunderer er en amerikansk stumfilm fra 1915 af Edgar Lewis.

## Medvirkende
- William Farnum som Bill Matthews.
- Claire Whitney som Joan Presby.
- Harry Spingler som Dick Townsend.
- Elizabeth Eyre som Lily Meredith.
- William J. Gross som Bells Park.